# Uroplata auriculata
Uroplata auriculata es una especie de insecto coleóptero de la familia Chrysomelidae.
Fue descrita científicamente en 1943 por Uhmann.